# Dani Ponz
Daniel Ponz Folch, más conocido como Dani Ponz (El Grao de Valencia, 19 de diciembre de 1973), es un entrenador de fútbol español.

## Carrera deportiva
Dani es natural de El Grau de València, Valencia. Fue portero en su etapa amateur y comenzó su trayectoria como entrenador en las categorías inferiores del Club de Fútbol Torre Levante Orriols, dirigiendo al equipo Juvenil "A" con el que logró el ascenso a División de Honor y una temporada después, un sexto puesto en la clasificación. En la temporada 2009-10, sería coordinador de la escuela de fútbol 11 del Levante UD, antes de debutar como entrenador en la Tercera División de España.
En la temporada 2010-11, firma como entrenador del Atlético Saguntino de la Tercera División de España, al que dirige durante dos temporadas.
En la temporada 2012-13, firma como entrenador de la UD Alzira de la Tercera División de España, al que dirige durante dos temporadas.
El 11 de febrero de 2015, regresa a la UD Alzira de la Tercera División de España, al que dirigiría hasta el final de la temporada y otra temporada más.
En la temporada 2017-18, firma por el CD Eldense de la Tercera División de España. El 18 de diciembre de 2017, sería destituido debido a los malos resultados.
En la temporada 2018-19, regresa al Atlético Saguntino de la Tercera División de España, al que dirige hasta el 16 de abril de 2019, cuando sería destituido.
El 1 de agosto de 2020, firma por la UD Alzira de la Tercera División de España, siendo su tercera etapa en el banquillo del club valenciano. Al término de la temporada 2020-21, consigue el ascenso a la Segunda División RFEF.
Durante la temporada 2021-22, Dani dirige a la UD Alzira en la Segunda División RFEF.
El 21 de febrero de 2023, firma como entrenador del Unionistas de Salamanca Club de Fútbol de la Primera División RFEF.
El 25 de junio de 2024 Ponz es nombrado como nuevo entrenador del CD Eldense, comenzando su segunda etapa en el cuadro azulgrana, ahora en la Segunda División de España lo que además representa el primer cargo de Ponz en categoría profesional.Sin embargo, en enero de 2025, fue destituido de su cargo tras una serie de malos resultados.

## Trayectoria como entrenador
| Club                    | País   | Año       |
| ----------------------- | ------ | --------- |
| Atlético Saguntino      | España | 2010-2012 |
| UD Alzira               | España | 2012-2014 |
| UD Alzira               | España | 2015-2017 |
| CD Eldense              | España | 2017-2018 |
| Atlético Saguntino      | España | 2018-2019 |
| UD Alzira               | España | 2020-2022 |
| Unionistas de Salamanca | España | 2023-2024 |
| CD Eldense              | España | 2024-2025 |